# Servicio público de radio y televisión española
El Servicio público de radio y televisión de titularidad del Estado es un servicio público esencial para la comunidad y la cohesión de las sociedades democráticas que tiene por objeto la producción, edición y difusión de un conjunto de canales de radio y televisión con programaciones diversas y equilibradas para todo tipo de público, cubriendo todos los géneros y destinadas a satisfacer necesidades de información, cultura, educación y entretenimiento de la sociedad española; difundir su identidad y diversidad culturales; impulsar la sociedad de la información; promover el pluralismo, la participación y los demás valores constitucionales, garantizando el acceso de los grupos sociales y políticos significativos.
La función de servicio público comprende la producción de contenidos y la edición y difusión de canales generalistas y temáticos, en abierto o codificados, en el ámbito nacional e internacional, así como la oferta de servicios conexos o interactivos, orientados a los fines mencionados en el apartado anterior.
La titularidad estatal del servicio público no implica un régimen de exclusividad o de monopolio, sino que, por el contrario, la gestión del servicio puede ser realizada en forma directa, por el propio Estado, y de una manera indirecta, por los particulares que obtengan la oportuna concesión administrativa.

## Historia de la gestión del servicio
El Estatuto de la Radio y la Televisión atribuía en 1980 al Ente Público Radiotelevisión Española el ejercicio de la gestión directa de los servicios públicos de radiodifusión sonora y televisión. Sin embargo, el Tribunal Constitucional en 1982 declaró que la llamada televisión privada no estaba constitucionalmente impedida y que su implantación no era más que una decisión política que podía adoptarse siempre que, al organizarla, se respetasen los principios de libertad, igualdad y pluralismo.
En junio de 2006, la gestión del servicio público de radio y televisión se atribuye a la Corporación de Radio y Televisión Española, S. A. para ser ejercido directamente por las sociedades filiales de la Corporación prestadoras de los servicios de radio y televisión: Televisión Española y Radio Nacional de España.